# Waiphot Phetsuphan
Waiphot Phetsuphan (Thai: ไวพจน์ เพชรสุพรรณ) (Bang Pla Ma, Provincia de Suphanburi, 7 de marzo de 1942 - Bangkok, 12 de enero de 2022) fue un actor y cantante tailandés.

## Discografía
- Bang Som Bat (แบ่งสมบัติ)
- Taeng Thao Tai (แตงเถาตาย)
- Salawan Ramvong (สาละวันรำวง)
- Lak Philuek (รักพิลึก)
- La Nong Pai Vietnam (ลาน้องไปเวียดนาม)
- Nak Sang Seeka (นาคสั่งสีกา)